# Wadsworth (Nevada)
Wadsworth – jednostka osadnicza w Stanach Zjednoczonych, w stanie Nevada, w hrabstwie Washoe.